# Argus (Schiff, 1938)
Die Argus ist ein 1938 gebauter Viermast-Stagsegelschoner, der als portugiesisches Fischereifahrzeug im Einsatz war. Ab 1976 fuhr sie als Polynesia als Kreuzfahrtschiff in der Karibik. Seit 2009 wartet sie in Portugal auf die Aufarbeitung. Sie ist eines der letzten erhaltenen Schiffe der Frota Branca Portugals.

## Bau und technische Daten
Die portugiesische Fischereigesellschaft Parceria Geral de Pescarias (Bensaudé) bestellte das Schiff bei niederländischen Werft De Haan & Oerlemans in Heusden als Ergänzung zu den 1937 in Lissabon gebauten Viermastschonern Creoula und Santa Maria Manuela. Der Entwurf des Konstrukteurs Alexander Slater lehnte sich eng an diese beiden portugiesischen Schoner an, weshalb die Argus immer wieder als Schwesterschiff angesehen wird. Auch hier sah die Konstruktion einen Stahlrumpf vor, damit das Schiff bei Eisgang eingesetzt werden konnte – eine Folge der Überfischung der Neufundlandbank und des Ausweichens der portugiesischen Fischereiflotte in die Davisstraße zwischen der Baffininsel und Grönland.
In den Niederlanden wurde der Schoner bei De Haan & Oerlemans unter der Baunummer 206 auf Kiel gelegt, der Stapellauf erfolgte am 20. Mai 1938. Als Viermast-Stagsegelschoner kann die Argus bis zu 13 Segel mit einer Fläche von 1323 m² tragen. Sie ist 75,60 m lang, 9,80 m breit und hat 5,90 m Tiefgang. Das Schiff ist mit 696 BRT bzw. 413 NRT vermessen und hat eine Verdrängung von 829 Tonnen. Ein MAN-Dieselmotor unterstützt den Segler. Er leistet 475 PS und wirkt auf eine Schraube. Unter Segeln erreicht das Schiff eine Geschwindigkeit von bis zu 11 Knoten, unter Motor bis zu 8 Knoten. Als Fischereifahrzeug hatte sie Besatzung von 72 Mann.

## Geschichte

### Portugiesisches Fischereifahrzeug
Die Fischereigesellschaft Parceria Geral de Pescarias stellte die Argus im April 1939 in Dienst – gerade rechtzeitig, dass sie an der neuen Fangsaison auf der Neufundlandbank teilnehmen konnte. Das Schiff war zu diesem Zeitpunkt noch dunkel gestrichen – meist waren die Rümpfe in Schwarz oder Dunkelgrau gehalten. Die weiße Bemalung, die zur Bezeichnung „Weiße Flotte“ führte, kam erst im Zweiten Weltkrieg auf, um die Sichtbarkeit der Schiffe zu erhöhen. Bei der Ausreise im Frühjahr war das Schiff in der Regel mit Salz beladen, das zunächst als Ballast und später für das Salzen der gefangenen Fische diente. Zur ersten Fahrt verließ die Argus am 27. Mai 1939 Lissabon und erreichte die Neufundlandbank am 8. Juni. Da die Fänge nicht so gut wie erwartet waren, segelte der Schoner am 22. Juni in Richtung Grönland in die Davisstraße. In dieses Fanggebiet wichen die Schoner erst seit der zweiten Hälfte der 1930er Jahre aus, als die Bestände auf der Neufundlandbank überfischt waren. Von dort ging es am 28. August zurück zur Neufundlandbank, wo sie bis zum Beginn der Heimreise am 11. Oktober blieb.
Für die 72 Mann der Besatzung standen 53 Dories zur Verfügung, die an Deck gestapelt wurden. Bis in den Herbst fischten sie in den folgenden Jahren vor allem Kabeljau, der von den Dories mit Langleinen gefangen und an Bord des Schiffes gesalzen wurde. Die Fangreise dauerte in der Regel bis etwa Oktober, nach der Rückkehr lagen die Schiffe im Hafen, wurden über den Winter gewartet und neu ausgerüstet.
Während des Zweiten Weltkrieges wurde die Argus außerhalb der Fischfangsaison auch als Frachtschiff genutzt und verkehrte zwischen dem portugiesischen Festland und den Inseln im Atlantik. 1951 nahm der australische Schriftsteller Alan Villiers an einer Fangreise teil und verarbeitete seine Eindrücke in seinem Buch The Quest of the Schooner Argus (dt.: Tausend bunte Segel). Nach 30 Jahren Dienst startete die Argus 1969 zu ihrer letzten Fangreise, wurde nach der Rückkehr aufgelegt und 1974 verkauft.

### Kreuzfahrtschiff unter wechselnden Namen und Flaggen
Käufer des Schiffes war das kanadische Unternehmen White Fleet Cruise Ships, das das Schiff 1975 an Mike Burke und seine Segelkreuzfahrt-Reederei Windjammer Barefoot Cruises mit Sitz in Miami, Florida, veräußerte. Erst im folgenden Jahr konnte das Schiff in die USA überführt werden. Der neue Besitzer ließ es zum Kreuzfahrt- und Charterschiff mit 57 Passagierkabinen und einem zusätzlichen Deck umbauen, wodurch sich das Aussehen des Schoners deutlich änderte. Insgesamt konnte der Segler nun bei einer Besatzung von 25 bis 45 Mann 126 Passagiere aufnehmen.
Das Schiff erhielt den Namen Polynesia und hieß 1984/85 kurzzeitig Oiseau de Polynesia, bevor es wieder den vorherigen Namen zurückerhielt. Vom Kauf im Jahr 1975 bis 2009 blieb das Schiff im Besitz der Windjammer Barefoot Cruises, die es jedoch wechselnd in Panama, den Britischen Jungferninseln, Honduras, Äquatorialguinea und Grenada unter unterschiedlichen Firmennamen registrierte. Ab 1975 segelte die Polynesia dann in ein- und zweiwöchigen Törns durch die Karibik und bis an die Küste Südamerikas nach Ecuador.
Als das Unternehmen 2007 in finanzielle Schwierigkeiten geriet, erhielt der Segler in Aruba Auslaufverbot und musste aufgelegt werden, wobei die Besatzung zunächst an Bord blieb und auf Unterstützung angewiesen war. Der Eigner vernachlässigte die Polynesia zusehends, die zu zerfallen begann. Die Versuche, das Schiff zu verkaufen, führten nicht zum erwünschten Erfolg, so dass ein Gericht in Aruba den Segler 2009 zwangsversteigerte.

## Rückkehr nach Portugal
Käufer des Schiffes war das portugiesische Unternehmen Pascoal & Filhos, das früher selbst eine große Fischereiflotte besessen hatte und zur selben Zeit den früheren Fischereischoner Santa Maria Manuela restaurierte. Aufgrund des schlechten Zustandes der Neuerwerbung wurde die Polynesia nach Portugal geschleppt und sollte ebenfalls restauriert werden. Seit 2009 liegt das Schiff, das wieder den alten Namen Argus zurückerhalten hat, im Hafen von Gafanha da Nazaré/Aveiro und wartet auf die Aufarbeitung.

## Weitere erhaltene Fahrzeuge der „Frota Branca“
- Creoula: Schulschiff der portugiesische Marine
- Santa Maria Manuela: ziviles Schul- und Charterschiff
- Gazela: Schulschiff und Museumsschiff in Philadelphia
- Gil Eannes: Museumsschiff in Viana do Castelo